# 이언 길런
이언 길런(영어: Ian Gillan, 1945년 8월 19일 ~ )은 영국의 싱어송라이터이다. 그는 하드 록 밴드 딥 퍼플의 리드 싱어이자 작사가이며 파워풀하고 폭넓은 가창력으로 알려져 있다.
엘비스 프레슬리의 영향을 받은 길런은 1960년대 중반부터 여러 지역 밴드들을 이끌고 활동했으며, 결국 그들의 원래 가수가 탈퇴한 에피소드 식스에 합류했다. 그는 1969년 딥 퍼플에 합류한 후 처음으로 광범위한 상업적 성공을 거두었다. 그는 1973년 6월 매니저들에게 긴 통보를 한 후 밴드를 탈퇴했다. 음악계에서 잠시 떨어진 후, 그는 1983년 블랙 사바스의 보컬로 1년 동안 활동하기 전에 솔로 밴드인 이언 길런 밴드와 길런에서 음악 활동을 재개했다. 그 다음 해, 딥 퍼플은 개혁을 했고 1989년에 그가 떠나기 전에 두 개의 성공적인 음반이 뒤따랐다. 그는 1993년에 그 그룹으로 돌아왔고, 그 이후로 그 그룹의 리드 싱어로 남아 있다.
1970년대와 1980년대에 딥 퍼플과 다른 밴드들과 함께 공연한 것 외에도, 그는 앤드루 로이드 웨버의 록 오페라 《지저스 크라이스트 슈퍼스타》 (1970년)의 원곡 녹음에서 예수 역할을 불렀고, 자선 슈퍼그룹 록 에이드 아르메니아에서 공연했으며, 뜨거운 사업 투자와 벤처에 참여했다.이 회사는 오토바이 제조업체인 엘과 킹스웨이 스튜디오의 음악 녹음 시설을 갖추고 있다. 좀 더 최근에는 딥 퍼플에서의 활동 후반과 동시에 솔로 콘서트를 열었으며, 블랙 사바스 시절부터 토니 아이오미와의 지속적인 우정과 함께 아르메니아와의 활동 및 친화력이 합쳐져 아이오미와 함께 슈퍼그룹 후케어스를 결성하게 되었다. 딥 퍼플 외에서의 그의 솔로 경력은 2006년 《Gillan's Inn》 박스 세트를 배경으로 한 포괄적인 개요가 주어졌다.

## 어린 시절
길런은 1945년 8월 19일, 치즈윅 산부인과 병원에서 태어났다. 그의 아버지 빌은 런던의 한 공장의 점주였고, 그는 글래스고 고번에서 13살에 학교를 떠났으며, 어머니 오드리는 4남매 중 장녀로 모두 음악과 노래를 즐겼으며, 아버지는 오페라 가수이자 아마추어 피아니스트였다. 그의 여동생 폴린은 1948년에 태어났다. 길런의 초기 음악적 기억 중 하나는 그의 어머니가 피아노로 〈Blue Rondo á la Turk〉를 연주한 것이다.
그는 미들섹스 크랜포드에 있는 방 3개짜리 반 별장에 정착하기 전 지방 자치단체 아파트 사이를 오가며 자랐다. 그는 어렸을 때 동물을 좋아했고 댄 데어 만화를 즐겨 읽었다. 그의 부모는 빌이 제2차 세계 대전 동안 군대에 주둔하는 동안 불륜을 저질렀다는 것을 알게 된 후 헤어졌다. 그는 하운즐로 대학교에 다니기 시작했고 10대 초반까지 그곳에 머물렀다. 그는 엘비스 프레슬리의 집과 지역 청소년 클럽에서 그의 음반을 들으며 영향을 받았다. 길런은 O 레벨을 받기 위해 액튼 카운티 그래머 스쿨(현재의 액튼 고등학교)을 잠시 다녔지만, 프레슬리 영화를 본 후 영화 배우가 되기로 결심하고 지역 영화관을 떠난 후 공부에 집중하지 못하게 되었다. 그 후 하운즐로에서 제빙기 제조 일을 했다.

## 사생활

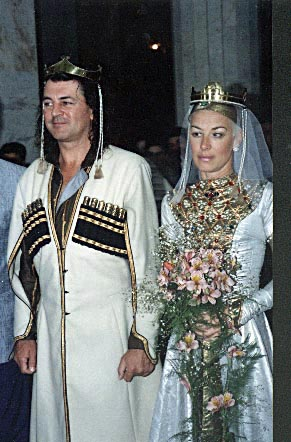
조지아 국립 결혼식 의상을 입은 이언과 브론이 1990년 조지아 트빌리시를 방문한 길런의 결혼식을 축하했다.

길런은 1969년부터 1978년까지 조이 딘과 연인 관계였다. 그들은 그가 에피소드 식스에 나왔을 때부터 서로 알고 있었다. 1984년 길런은 여자친구 브론과 결혼하여 블랙 사바스의 1983년 음반 《Born Again》의 〈Keep It Warm〉을 헌정했다. 그들은 그 이후로 두 차례 혼인 서약을 갱신했다. 그들의 딸 그레이스 길런도 밴드 파파 르갈의 가수로 활동하고 있다. 길런은 도싯주 라임 레지스 근처에 살고 있으며 포르투갈 남부에 집을 가지고 있다.
길런은 퀸스 파크 레인저스 FC를 응원하며 크리켓 팬이다.
그의 성은 때때로 "길리언(Gillian)"으로 잘못 표기된다. 길런 자신도 2005년 딥 퍼플의 음반 《Rapture of the Deep》의 수록곡인 〈MTV〉의 가사에서 "Mr. Grover 'n' Mr. Gillian"에 대해 노래하면서 이 점을 가볍게 여겼다.

## 음반 목록

### 딥 퍼플
- Concerto for Group and Orchestra (1969년)
- Deep Purple in Rock  (1970년)
- Fireball (1971년)
- Machine Head (1972년)
- Made in Japan (1972년)
- Who Do We Think We Are (1973년)
- Perfect Strangers (1984년)
- The House of Blue Light (1987년)
- The Battle Rages On... (1993년)
- Purpendicular (1996년)
- Abandon (1998년)
- Bananas (2003년)
- Rapture of the Deep (2005년)
- Now What?! (2013년)
- Infinite (2017년)
- Whoosh! (2020년)
- Turning to Crime (2021년)

### 블랙 사바스
- Born Again (1983년)

### 이언 길런 밴드 & 길런
- Child in Time (1976년)
- Clear Air Turbulence (1977년)
- Scarabus (1977년)
- Live at the Budokan (1977년/1983년)
- Gillan (1978년)
- Mr. Universe (1979년)
- Glory Road (1980년)
- Future Shock (1981년)
- Double Trouble (live) (1981년)
- Magic (1982년)

### 솔로
- Accidentally on Purpose (1988년, with 로저 글로버)
- Naked Thunder (1990년)
- Toolbox (1991년)
- Dreamcatcher (1997년)
- Gillan's Inn (2006년)
- Live in Anaheim (2008년)
- One Eye to Morocco (2009년)